# التعليلة الأردنية
التعليلة هي عادة اجتماعية أردنية تقليدية، تمثل شكلاً من أشكال السهر والتجمع المسائي غير الرسمي. تتميز التعليلة ببساطتها وعدم تقيدها بمناسبة معينة أو بتقديم الطعام والشراب، حيث يجتمع الرجال (وفي بعض الأحيان النساء بشكل منفصل) في منزل أحد أفراد القرية أو الحي بالتناوب، بعد صلاة المغرب وحتى وقت متأخر من الليل.

## طبيعة التعليلة وأهميتها
تعتبر التعليلة جزءاً أصيلاً من التراث الثقافي الأردني، وتعكس طبيعة الحياة الاجتماعية القديمة التي كانت تتسم بالبساطة والترابط. كانت هذه التجمعات فرصة لتبادل الأحاديث والقصص، ومناقشة شؤون الحياة اليومية، وتعزيز الروابط الاجتماعية بين أفراد المجتمع. كما كانت وسيلة لنقل التراث الشفهي والحكايات الشعبية من جيل إلى جيل.

## التطور والتغير
مع تطور الحياة وتغير الأنماط الاجتماعية، بدأت التعليلة تفقد بعضاً من حضورها التقليدي، خاصة في المدن الكبرى. ومع ذلك، لا تزال هذه العادة موجودة في بعض المناطق الريفية والبادية، وتحاول بعض الجهات الثقافية والإعلامية إحياءها وتسليط الضوء على أهميتها كتراث غير مادي يجب المحافظة عليه.

## التعليلة في الإعلام
حظيت التعليلة باهتمام إعلامي في الأردن، حيث أنتج التلفزيون الأردني في عام 1996 برنامجاً يحمل اسم "التعليلة"، تناول مواضيع هامة وشيقة من خلال استضافة رجال أردنيين معروفين، مما ساهم في تعريف الأجيال الجديدة بهذه العادة الأصيلة.